# Crepidium alagense
Crepidium alagense är en orkidéart som först beskrevs av Oakes Ames, och fick sitt nu gällande namn av Mark Alwin Clements och David Lloyd Jones. Crepidium alagense ingår i släktet Crepidium, och familjen orkidéer.
Artens utbredningsområde är Filippinerna. Inga underarter finns listade i Catalogue of Life.